# Hradisko (Rožná)
Der Hradisko ist eine unauffällige Erhebung in der Böhmisch-Mährischen Höhe in Tschechien. Er liegt sechs Kilometer südlich von Bystřice nad Pernštejnem und gilt als eine der bedeutendsten Mineralienfundstätten des Landes.

## Lage
Die unbewaldete Kuppe erhebt sich nordöstlich des Dorfes Rožná über der Einmündung der Rožínka in die Nedvědička. Nordwestlich befindet sich das einzige noch in Betrieb stehende Uranerzbergwerk Tschechiens. Umliegende Ortschaften sind Zlatkov, Josefov, Suché Louky, Rožná, Dolní Rožínka und Dvořiště.

## Geschichte
Der Hradisko war nach archäologischen Funden seit der zweiten Hälfte des 13. Jahrhunderts Standort einer hölzernen mittelalterlichen Befestigungsanlage. Es wird angenommen, dass um den Berg eines der ältesten wirtschaftlichen Zentren der Herrschaft Pernstein bestand. Die Feste Hradisko war Teil der Herrschaft Zubstein und fiel 1378 an Markgraf Johann Heinrich zurück. Die Befestigungsanlage wurde 1384 durch Jobst von Mähren an Heralt von Kunstadt überlassen und erlosch vor oder während der Hussitenkriege.

## Geologie
Bergbauaktivitäten am Hradisko sind seit dem 18. Jahrhundert schriftlich belegt. Sie erfolgten anhand von Funden alter Stollen jedoch weitaus früher. Seit 1775 ist der Abbau von Lepidolith nachweisbar. Im Jahre 1785 fand Karel Ručínský am Hradisko Rubellit. 1792 wurde im Glimmer vom Hradisko ein neues Mineral vorgefunden. Ab 1858 wurde der Berg durch das Gut Rožná verpachtet. Später wurden hier vor allem Lithiumerze gefördert. 1918 erfolgte die Einstellung des Abbaus von Lepidolithen. In den Jahren 1917 und 1918 wurde am Hradisko wieder ein Bergwerk betrieben.
Zwischen 1941 und 1944 wurden Erkundungsarbeiten vorgenommen, die die Lagerstätte als abbauwürdig auswiesen. Am nordwestlichen Fuße des Hügels wurde in den 1950er Jahren die Uranlagerstätte Dolní Rožínka erschlossen. Seit 1968 erfolgte auch die Aufsuchung von braunem Triplit, weiterhin wurde in den Zechen auch Crookesit gefördert. Der Hradisko ist außerdem eine Fundstätte von Turmalin, Jaspis, Opal und Topas sowie Crookesit.